# Contrat de dépôt
Le contrat de dépôt est un acte par lequel le dépositaire reçoit la chose du déposant et a l'obligation de la garder et de la restituer en nature.  

## Droit français
En droit français, le contrat de dépôt est réglementé par les articles 1915 à 1953 du Code civil. Il y a un droit commun mais aussi un droit spécial du contrat de dépôt. 
Les obligations du dépositaire sont précisées dans les articles 1927 à 1946 du Code civil tandis que celles du déposant se trouvent dans les articles 1947 et 1948. 

## Droit québécois
En droit québécois, le contrat de dépôt est un contrat nommé qui est défini à l'article 2280 du Code civil du Québec : 

« Le dépôt est le contrat par lequel une personne, le déposant, remet un bien meuble à une autre personne, le dépositaire, qui s’oblige à garder le bien pendant un certain temps et à le restituer.
Le dépôt est à titre gratuit; il peut, cependant, être à titre onéreux lorsque l’usage ou la convention le prévoit. »

Outre cette disposition définitionnelle, le contrat de dépôt est régi par les articles 2280 à 2297 dans livre cinquième (« Des obligations ») du Code civil. 